# Orcadas

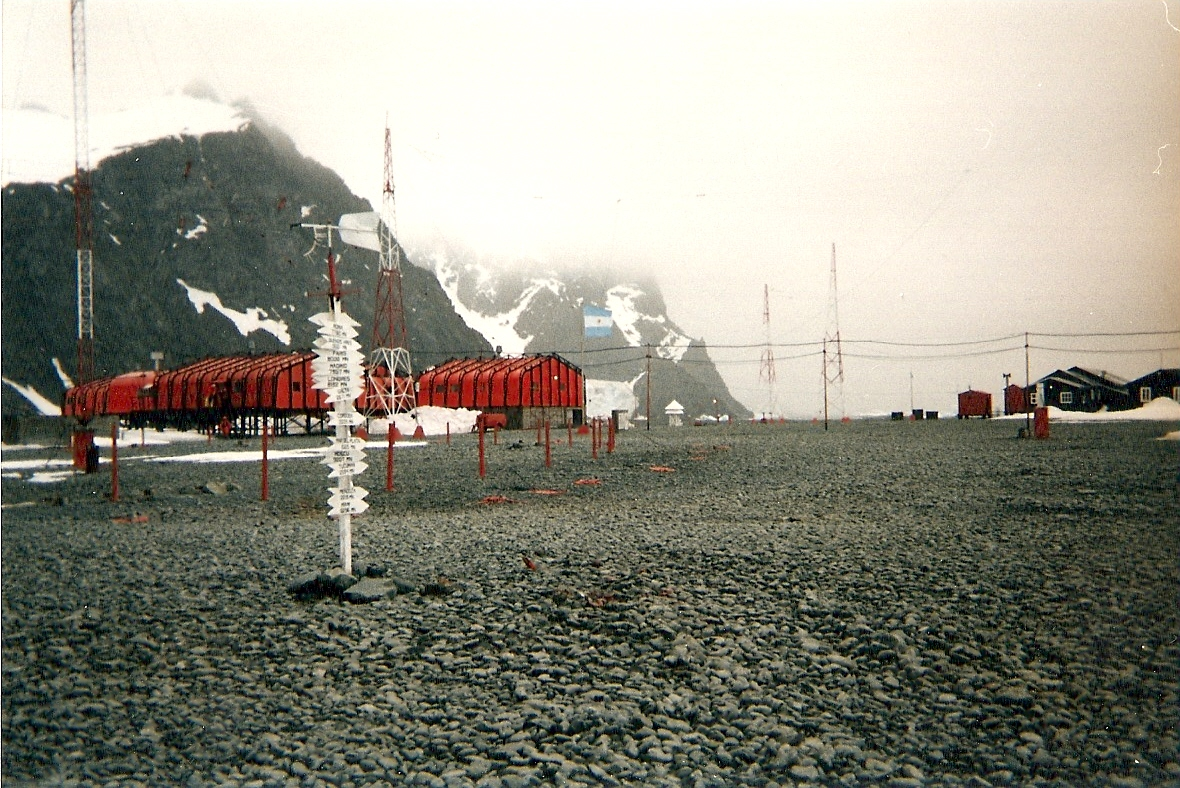
Fil:Orcadas år 1996

Orcadas-stationen (Spanska: Base Orcadas) är en argentinsk forskningsstation på Laurie Island i ögruppen Sydorkneyöarna i Antarktis. Det är den äldsta av alla stationer i Antarktis som ännu används. Stationen kan hysa 45 personer under sommaren, och omkring 14 under vintern. Närmsta grannstation är den brittiska Signy-stationen, som ligger fem mil bort på Signy Island. 
På Orcadas-stationen bedrivs forskning inom glaciologi och seismologi. Väderdata har samlats in utan avbrott sedan 1903.